# 207717 Sa'a
207717 Sa'a è un asteroide della fascia principale. Scoperto nel 2007, presenta un'orbita caratterizzata da un semiasse maggiore pari a 3,0884153 UA e da un'eccentricità di 0,1642266, inclinata di 2,17603° rispetto all'eclittica.